# Flawil
Flawil es una comuna suiza del cantón de San Galo. Tiene una población estimada, a fines de 2020, de 10 510 habitantes.
Limita al norte con la comuna de Oberbüren, al este con Gossau y Herisau (AR), al sur con Degersheim, y al occidente con Oberuzwil.

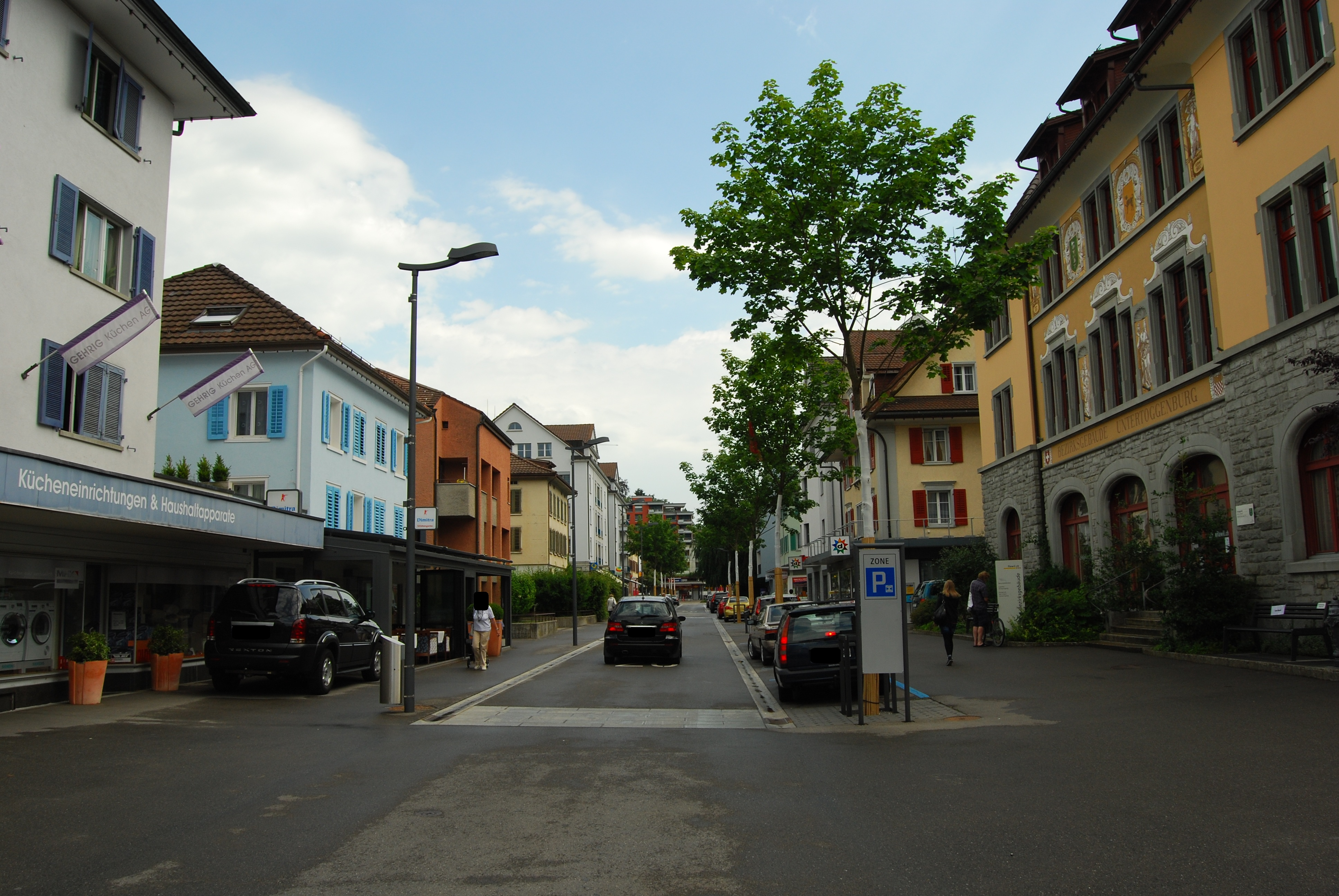
Flawil - Bahnhofstrasse

## Transportes
Ferrocarril
En el núcleo urbano de Flawil hay una estación de ferrocarril donde paran trenes de larga distancia y de la red de cercanías S-Bahn San Galo.

## Celebridades
- Belinda Bencic nació aquí.